# Dan Söderqvist
Dan Söderqvist, född 9 maj 1953 i Göteborg, är en svensk kompositör och musiker. Han var medlem i gruppen Älgarnas trädgård 1969–1976, Cosmic Overdose 1977–1981 och från 1981 i gruppen Twice a Man med sidoprojektet Butterfly Effect. Han har som Rhea Tucanae även arbetat med samarbetsprojekt över internet, exempelvis albumet Fungi from Yuggoth.